# La Calobra
La Calobra (en mallorquín sa Calobra) es una cala del municipio de Escorca, en la isla de Mallorca (Islas Baleares, España). Se encuentra situada en plena sierra de Tramuntana y es al mismo tiempo núcleo turístico que toma el nombre de una pequeña aldea que había en las proximidades.
La cala consiste en la desembocadura del torrente de Pareis, formado por cantos rodados y que supone uno de los pocos accesos al mar que pueden encontrarse en la Sierra de Tramontana. En 2003, por el interés que representa su fauna y su flora, donde se encuentran más de 300 especies, fue declarado «Monumento Natural» por el Gobierno Balear.

## Descripción
Durante miles de años el agua que baja por el torrente de Pareis ha ido excavando el lecho por el que discurre hasta alcanzar el mar. En este punto la diferencia es tan alta que la desembocadura del torrente y la cala de La Calobra están rodeadas de grandes acantilados que superan los 200 metros de altura. Hecho que la convierte en un auditorio al aire libre y una vez al año, en verano, se celebra ahí el Concert de Sa Calobra.
Contadas desde la ciudad de Palma, hay algo más de ochocientas curvas en la intrincada carretera de acceso a este paraje espectacular. La más famosa de ellas es la llamada Nudo de la Corbata, donde la vía pasa por debajo de sí misma en un atrevido lazo.
En 1901, el pintor Joaquín Mir i Trinxet fue a Mallorca con Santiago Rusiñol y se instaló en La Calobra.

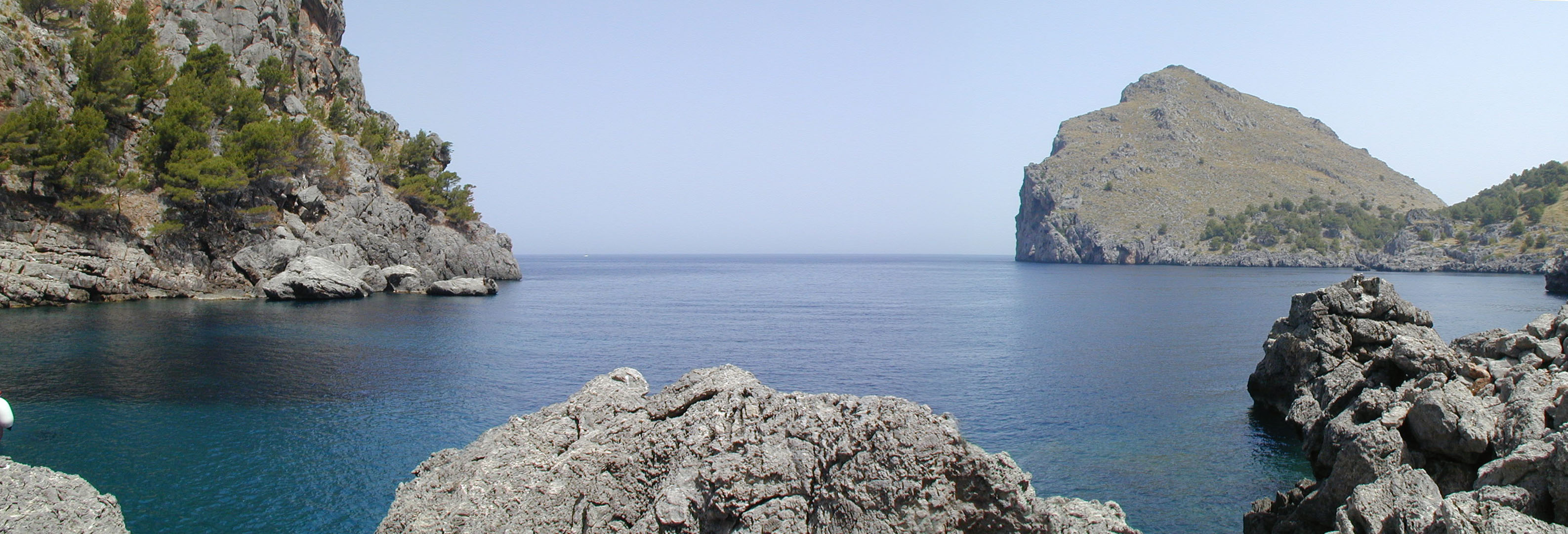
Vista desde la playa.

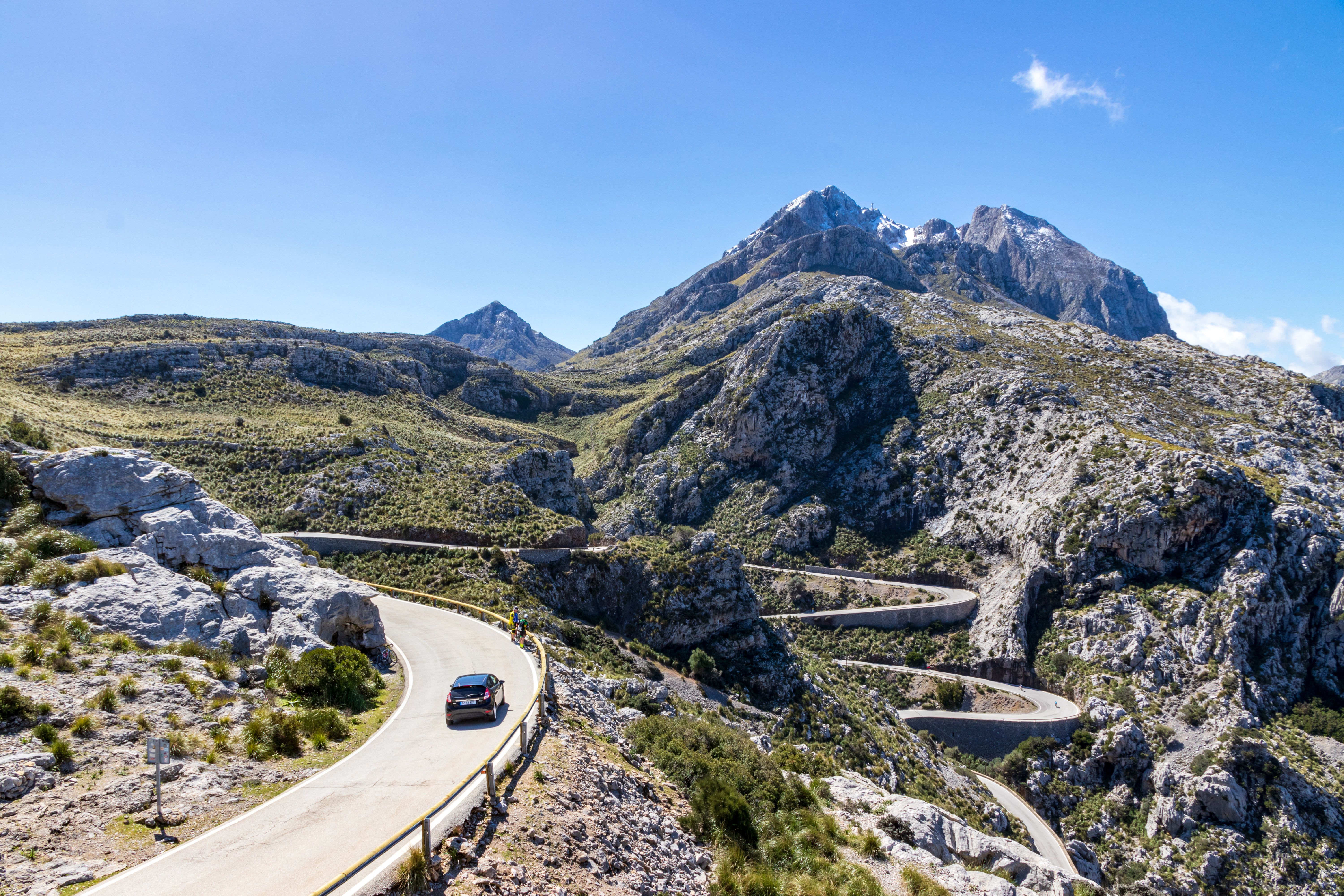
La carretera que accede a La Calobra, diseñada por el ingeniero mallorquín Antonio Parietti Coll.